# История одной старушки
«История одной старушки» — казахстанский драматический фильм режиссёра Алексея Горлова, вышедший в прокат в 2014 году. Мировая премьера состоялась на 18-м Пусанском кинофестивале (в программе «Новые течения»).

## Сюжет
Анна Петровна (Лия Нэльская) прошла Великую Отечественную войну медсестрой. Один из спасённых ей солдат (Валентин Гафт) впоследствии эмигрировал и разбогател и теперь хочет помочь Анне Петровне, подарив ей 500 тысяч долларов. Однако пожилая женщина перенесла инсульт, лишивший её способности двигаться и говорить, и неожиданным богатством собираются завладеть родные Анны Петровны.

## В ролях
- Лия Нэльская — старушка Анна Петровна
- Валентин Гафт — Гавриил Моисеевич Фишман
- Евгений Жуманов
- Оксана Бойченко
- Александр Зубов
- Олег Полторатских
- Филипп Волошин
- Юлия Выгодянская

## Съемочная группа
- Режиссёр-постановщик: Алексей Горлов
- Продюсеры: Алексей Горлов, Асет Рахишев, Юрий Василевский
- Оператор-постановщик: Алексей Кирюхин
- Художник-постановщик: Владимир Пономарев
- Композитор: Святослав Стаканов

## О фильме
Фильм представляет собой один кадр, снятый с помощью системы Steadicam. В результате актёрам пришлось играть свои роли словно на сцене, и в картину были приглашены, в основном, театральные артисты. Исполнительница роли старушки Лия Нэльская — одна из ведущих актрис Русского театра драмы имени М. Ю. Лермонтова, съёмки в фильме стали для неё последней работой в кино. В небольшой роли Гавриила Моисеевича изначально собирались задействовать Юрия Померанцева, но он отказался из-за проблем со здоровьем. В итоге было решено пригласить Валентина Гафта, который согласился после знакомства со сценарием.
«В этом фильме я хотел показать, как один человек может быть жестоким и агрессивным, а другой — беспомощным и беззащитным. Наши герои скрывают свои недостатки за красивыми словами и действиями. К сожалению, получить удар в спину от самого близкого человека — это реальность» (режиссёр Алексей Горлов).

## Награды
- Премия «Выбор критиков»:
  - Лучшая женская роль — Лия Нэльская[6].